# Andrea Doucet
Andrea Doucet – kanadyjska socjolog, pisarka i feministka.
Doucet jest przewodniczącą sekcji Gender, Pracy i Opieki w rządowym programie badawczym Canada Research Chairs. Jest profesorką Brock University, gdzie wykłada socjologię i gender studies.
W zakresie jej zainteresowań naukowych leży zmiana ról płciowych w sferze zawodowej i rodzinnej. Bada zjawisko pełnowymiarowej opieki ojcowskiej nad dziećmi oraz utrzymywania gospodarstw domowych przez kobiety, żywicielki rodziny. Jej książka "Do Men Mother?" (Czy mężczyźni matkują?) otrzymała nagrodę John Porter Tradition of Excellence Book Award od Kanadyjskiego Towarzystwa Socjologicznego.

## Wykształcenie
- Bachelor's degree na York University
- stopień magisterski w dziedzinie studiów rozwoju międzynarodowego na Carleton University
- stopień doktorski na Cambridge University

## Publikacje
- Andrea Doucet: Do Men Mother? Fathering, Care & Domestic Responsibility. Toronto: University of Toronto Press, 2006. ISBN 978-0802085467. Brak numerów stron w książce
- Andrea Doucet, Janet Siltanen: Gender Relations in Canada: Intersectionality & Beyond. Oxford University Press, 2008. ISBN 978-0195423204. [dostęp 2012-04-06]. (ang.). Brak numerów stron w książce